# Bérus
Bérus – miejscowość i gmina we Francji, w regionie Kraj Loary, w departamencie Sarthe.
Według danych na rok 2010 gminę zamieszkiwało 447 osób, a gęstość zaludnienia wynosiła 65 osób/km².